# Fusion (métallurgie)
Pour les articles homonymes, voir Fusion.
 (août 2019).
Si vous disposez d'ouvrages ou d'articles de référence ou si vous connaissez des sites web de qualité traitant du thème abordé ici, merci de compléter l'article en donnant les références utiles à sa vérifiabilité et en les liant à la section « Notes et références ».
La fusion des métaux est la pratique qui consiste à faire passer un métal de l’état solide à l’état liquide. D'un point de vue physique, la fusion est l'opposé de la solidification.

## Histoire
Les sept métaux connus dans l'antiquité sont  l'or (utilisé depuis -6000), le cuivre (-4200), l'argent (-4000), le plomb (-3500), l'étain (-1750), le fer (-1500) et le mercure (-750).
Ces métaux sont connus des civilisations antiques : les Mésopotamiens, les Égyptiens, les Grecs, les Romains…
À l’âge du bronze, la production de l'alliage de cuivre-étain (le bronze) ne pouvait être obtenu que par fusion, ce qui fait remonter l'histoire de cette technique à l'antiquité.

## Points de fusion
Le point de fusion est la température à laquelle les états solide et liquide du métal pur peuvent coexister à l'équilibre. Le point de fusion des éléments est très variable (−39 °C pour le mercure, mais 1 538 °C pour le fer).

## Industrie de la fonderie
La fusion est l'une des premières étapes en fonderie. Elle consiste à amener le métal ainsi que ses éléments d'alliage à l'état liquide, avant de pouvoir réaliser les étapes ultérieures menant à la production d'un produit.

### Étape préparatoire à la fusion
Avant la fusion, l'étape de préparation de charge consiste à préparer la matière première (minerai, lingots de matière, déchets métalliques récupérés, etc.) permettant de répondre aux exigences techniques de la pièce finale, notamment concernant la composition.
À cette étape, il est nécessaire de prévoir l’approvisionnement en matières premières, de connaître exactement la nature du minerai présent, et de faire les bons dosages.

### Étape de fusion
Lors de l'étape de fusion, le chargement de la matière première se fait dans des fours de fusion. Dans les grandes fonderies le chargement se fait par des moyens pilotés par informatique. Des prélèvements d'éprouvettes sont effectués et analysés en laboratoire pour pouvoir réajuster les dosages du métal en fusion.
Des fours électriques, fours à arc, fours à gaz ou des cubilots peuvent être utilisés pour la fusion.
Les fours à arc électrique sont utilisés notamment dans les aciéries électriques pour la fusion de la ferraille à recycler.
Le cubilot est un four vertical dans lequel les matériaux à fondre sont en contact direct avec le combustible (coke). Ce contact à haute température entraîne une carburation importante (à des niveaux de 2 à 3 % de carbone) et, pour cela, réserve le cubilot à la production de fonte. Les cubilots ne sont présents que dans les grandes installations où le besoin en métal coulé est important et continu. Un cubilot reste en température 7 jours sur 7, de par sa complexité de mise en température ; il n’est arrêté que pour sa réfection par le fumiste.
Les fours électriques peuvent être utilisés en sidérurgie pour la fusion de la fonte, pour suppléer les cubilots, ou pour les fonderies de moyenne importance.

### Maintien de la fusion
Une fois la fusion réalisée, les fours électriques de poche, ou four de maintien, de moindre puissance, servent à maintenir le métal à l'état liquide à la température souhaitée.
Dans le cas où un cubilot est utilisé, le four de maintien se situe directement en dessous. Il reçoit le métal en fusion auquel on ajoute alors les éléments d'alliages qui lui conféreront les caractéristiques mécaniques voulues.

### Alimentation en métal
Tandis que le métal est encore à l'état liquide, il est acheminé vers le lieu de coulée par poche, ou par d'autres moyens manuels, semi-manuels ou automatiques. Dans les grandes fonderies, les poches, remplies à partir des fours de maintien, sont acheminées le plus souvent, vers le lieu de coulée par un monorail aérien.

### Coulée

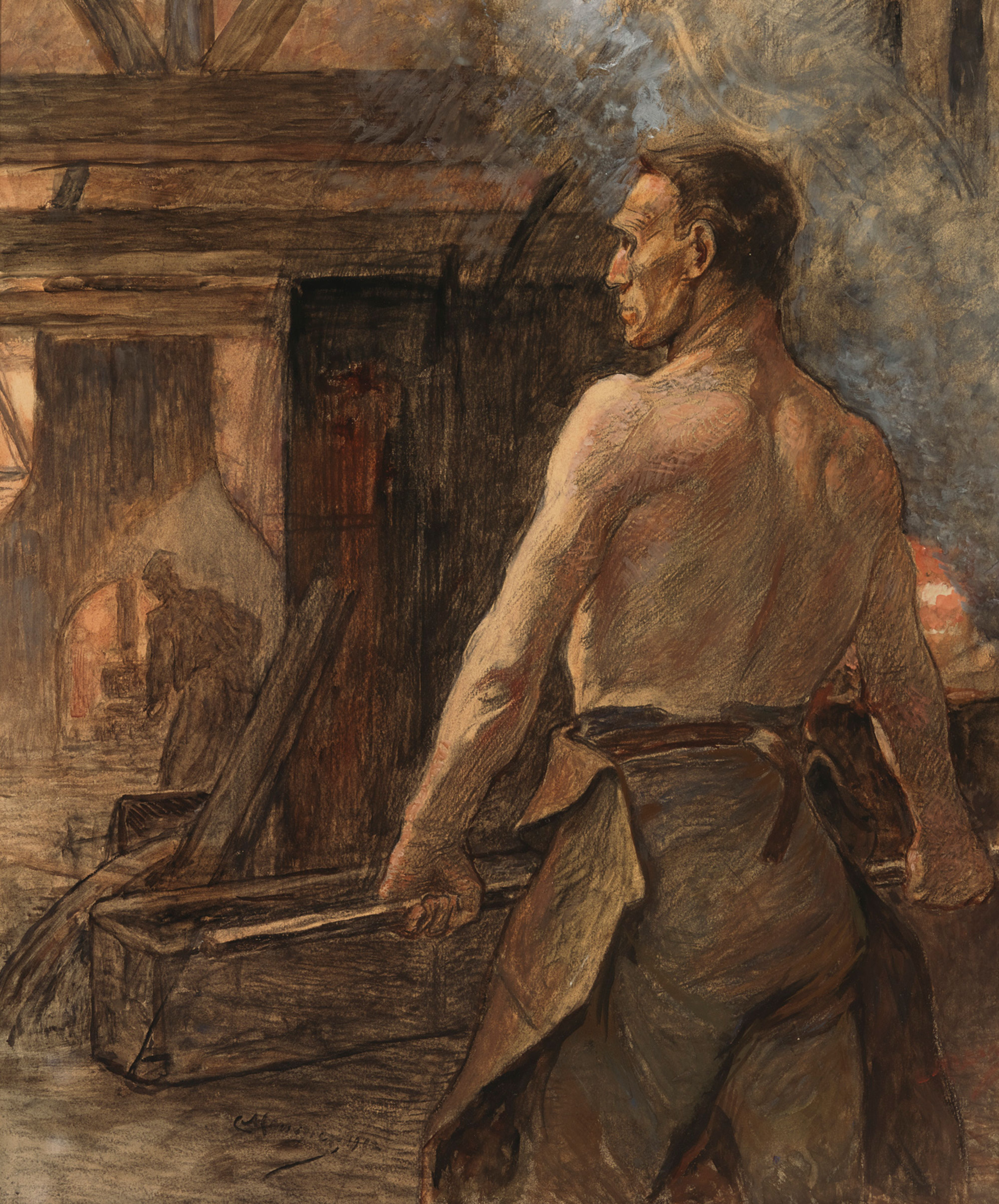
Fondeur, 1902, Constantin Meunier
Galerie nationale de Finlande.

Pour les pièces importantes, la coulée se fait directement dans le moule, soit par une manœuvre manuelle soir par un automatisme (cas le plus rare, vu le nombre de paramètres à considérer pour obtenir une bonne coulée).
Pour les pièces plus petites, l’opérateur prélève une quantité de métal avec une louche enduite de poteyage (par exemple pour certaines coulées de l’aluminium).

## Recyclage
Les industries de la fonderie (ferreux et non ferreux) permettent de valoriser un grand nombre de rebuts métalliques. La fonderie peut ainsi utiliser des vieilles ferrailles, des copeaux d'usinage (en vrac ou compactés), des déchets de tôlerie, des matières broyées (de plus ou moins grosse taille) et même des pièces entières de taille moyenne.
Des techniques ont été récemment développées par le C.T.I.F. pour valoriser les PUNR (pneus usagés non réutilisables) au cubilot. Les pneus fournissent le fer de leur carcasse métallique ainsi que le noir de carbone contenu dans la gomme, qui peut remplacer le coke de fonderie.
Le recyclage de l'aluminium est également fortement développé.